# 인싸 (영화)
《인싸》는 2021년에 개봉한 대한민국의 영화이다.

## 캐스팅
- 동현: 태수 역
- 송민경: 미란 역
- 양혜지: 은정 역
- 이은석: 경진 역
- 김민후: 민혁 역
- 임승준: 민중 역
- 박근형: 패거리 1 역
- 이준혁: 패거리 2 역
- 김세희: 선생님 역
- 최일순: 이씨 역
- 이은하: 학우 1 역
- 이나빈: 학우 2 역
- 최세은: 학우 3 역
- 서예담: 학우 4 역
- 조수현: 다른반 학우 1 역
- 이상진: 다른반 학우 2 역
- 김승민: 코치 역
- 박태진: TFC재단 관계자 역
- 오광록: 김 영감 역(특별출연)
- 김성수: 익성 역(특별출연)
- 서영: 작은 엄마 역(특별출연)